# 粉腹丽蝇属
粉腹丽蝇属（学名：Pollenomyia）为丽蝇科的一个属。

## 下属物种
本属包括以下物种：
- 镰叶粉腹丽蝇 Pollenomyia falciloba Hsue
- 斑股粉腹丽蝇 Pollenomyia okazakii (Kano)
- 中华粉腹丽蝇 Pollenomyia sinensis Séguy，1935